# Héctor Recalde
Héctor Pedro Recalde (Buenos Aires, 29 de mayo de 1938-Buenos Aires, 9 de diciembre de 2024) fue un abogado especialista en derecho laboral, profesor en la Universidad de Buenos Aires y político argentino, diputado reelecto entre 2005 y 2017. Desde 2018 fue columnista del sitio informativo El Cohete a la Luna.

## Biografía
Nacido en una familia obrera en el barrio porteño de Colegiales, fue hijo de colectivero; conservaba en su bufete la antigua máquina sacaboletos que le perteneciera.
Abogado graduado de la Universidad de Buenos Aires hacia 1961, se ha desempeñado como profesor titular por concurso de la cátedra de Derecho en el Ciclo Básico Común en la UBA. En su Facultad de Derecho, ejerció como profesor adjunto por concurso de la cátedra de Derecho del Trabajo y la Seguridad Social. Mientras que, en la Facultad de Ciencias Sociales, había sido designado por concurso como profesor titular de Derecho Administrativo del Trabajo.

### Asesor en temas laborales
Peronista desde su juventud, su trayectoria se vincula más con la militancia gremial que con la actuación partidaria. Desde 1964 fue abogado de la Confederación General del Trabajo, donde llegó a asesorar al dirigente textil Andrés Framini. Se desempeñó como asesor letrado de organizaciones sindicales.
Al producirse el golpe de Estado del 24 de marzo de 1976, se vio obligado a exiliarse por un año en la República Oriental del Uruguay. Con la apertura democrática, fue el encargado de redactar la parte laboral del programa electoral presentado por el Partido Justicialista de cara a las elecciones de 1983.
Militó en la CGT-Brasil, encabezada por el cervecero Saúl Ubaldini, que encarnaba la línea dura en el seno de un movimiento sindical dividido entre intransigentes y dialoguistas. En 1991, cuando el sindicalista presentó su candidatura a gobernador de la provincia de Buenos Aires, Recalde encabezó su lista de candidatos a diputados.
Durante la intentona militar de Semana Santa de 1987, le fue encargada la redacción de la resolución de la CGT en la cual se establecía que, de continuar la asonada, comenzaría un paro general por tiempo indeterminado en defensa de las instituciones republicanas.
Ha tenido una destacada actuación durante la década del '90, en la que se enfrentó a la flexibilización laboral impulsada desde el gobierno de Carlos Menem. Tanto Recalde como Hugo Moyano revistaban en la CGT rebelde, el Movimimiento de Trabajadores Argentinos (MTA), enfrentada a "los gordos", gremios importantes que acompañaron las políticas neoliberales. Durante el gobierno de Fernando De la Rúa, denunció los sobornos en el Senado acaecidos al votarse la denominada "ley Banelco" (25.250) de Reforma Laboral.
Al asumir Moyano como secretario general, Recalde comenzó a desempeñarse como jefe de asesores letrados de la CGT. Allí ha sido considerado como el "cerebro legal de la central obrera".
En 2003 fue elegido integrante de la "Comisión para el análisis jurídico de la protesta social", en el ámbito de la Secretaría de Derechos Humanos, dependiente del Ministerio de Justicia, Seguridad y Derechos Humanos. Presidió la Comisión de Derecho del Trabajo de la Asociación de Abogados de Buenos Aires y fue miembro del Consejo Consultor de la Asociación de Abogados Laboralistas.
Fue asesor letrado de la Comisión de Legislación del Trabajo de la Cámara de Diputados.
Presidió F.U.E.N.T.E.S.

### Diputado (2005-2017)
En 2005 integró la nómina de candidatos a diputados por la provincia de Buenos Aires del Frente para la Victoria. En las elecciones legislativas celebradas el 23 de octubre, la lista se impuso como la más votada con el 43,03% de los sufragios por sobre las candidaturas del Partido Justicialista promovidas por el expresidente Eduardo Duhalde, que alcanzan el 14,95%. Con ello, Recalde se aseguró un escaño como diputado, que asumió ese 10 de diciembre.
En 2007, impulsó una iniciativa tendiente a darle a los tickets canasta y vales de alimento carácter remunerativo de manera escalonada y progresiva. Fundó su iniciativa en la "urgente necesidad de reafirmar la naturaleza de la remuneración del trabajador en relación de dependencia" y ajustar "nuestra legislación a los compromisos internacionales adquiridos y a los propios principios del derecho del trabajo consagrados en nuestra Carta Magna". Durante el tratamiento del proyecto, Recalde denunció a empresarios de tickets que intentaron sobornarlo con 20 millones de dólares, entre ellos a Miguel Gutiérrez Guido Spano y Santiago Lynch, directivos de la Cámara de Empresarios de Servicios de Vales Alimentarios y Similares (CEVAS). Su proyecto fue aprobado sin cambios en noviembre de 2007.
Tales representantes fueron filmados ofreciendo un soborno "Bicicleta" para cajonear el proyecto, "pick-up" para hacerle modificaciones y "Mercedes-Benz" presentando otro proyecto, que establecía la obligatoriedad de los tickets en todos los sueldos inferiores a $1500.
La denuncia fue probada ante la Justicia mediante grabaciones obtenidas por cámara oculta y el Tribunal Oral Federal 2 concedió la probation a los empresarios, imponiendo trabajos comunitarios a favor de la Obra de San José durante dos años y medio. La decisión fue interpretada como "un paso atrás en materia de lucha contra la corrupción y un muy mal antecedente", puesto que impuso una condena exigua e insignificante a un caso donde un funcionario denunció que le habían ofrecido un soborno. Sobre el asunto, Recalde manifestó: “Estoy dolorosamente al tanto (de que el tribunal les está ofertando a los empresarios trescientas noventa horas de probation a cambio de no llevar el juicio oral). Es muy lamentable. Yo hice la denuncia contra la multinacional Accord”.
En medio de la polémica por las "candidaturas testimoniales", Recalde optó a la reelección como diputado. Dirá que no se trataba de candidaturas testimoniales sino "de compromiso, convicción, para jugarse por los principios los ideales. Por un modelo de gobierno que nos cambió la vida de los argentinos". En las elecciones legislativas del 28 de junio de 2009, la lista del Frente Justicialista para la Victoria, encabezada por el expresidente Néstor Kirchner y el exvicepresidente y gobernador de Buenos Aires Daniel Scioli, en la que ocupó el quinto lugar, obtuvo el segundo puesto en las preferencias del electorado con el 32,11%, superada por el empresario Francisco De Narváez de la alianza Unión-Pro, que alcanza el 34,58%.
En 2009, fue distinguido, junto con el senador por Mendoza Ernesto Sanz (UCR), como el legislador del año, en el marco de la encuesta anual del Semanario Parlamentario. En dicha elección no solo participaron legisladores, asesores y el personal del Congreso, sino periodistas acreditados y lectores.

### Diferencia con Moyano
En octubre de 2012, en medio del debate en comisión del proyecto de reformas de la ley de ART, el líder de la CGT Hugo Moyano lo confrontó diciendo: "No podés ser tan servil al poder y no responder a los trabajadores". La Comisión presidida por Recalde emitió un dictamen favorable al polémico proyecto enviado por el Poder Ejecutivo que era cuestionado por la CGT opositora. Así cesó la vinculación de asesoría entre Recalde y la CGT.

"En la rueda de prensa posterior, Recalde se abstuvo de cualquier ataque al dirigente de los camioneros, pero aclaró que aquella afirmación no era cierta, algo que Moyano no podía desconocer. Recalde no firmó el objetable proyecto del Poder Ejecutivo que ya tenía media sanción del Senado, sino uno propio. Ese anteproyecto de ley, fue aprobado por el Comité Directivo y el Congreso Central Confederal de la CGT, cuyo secretario general era Moyano. Recalde lo presentó en su primer año de mandato como diputado, en 2006, y lo reiteró con ligeras variantes en 2008, 2010 y 2012. Era un tipo de una pieza"
Horacio Verbitsky

### Reelecto diputado
En 2013, Recalde fue reelecto como diputado, a pesar de la derrota de la lista encabezada por Martín Insaurralde (FPV) a manos del Frente Renovador encabezado por Sergio Massa por 43,95% a 32,33%.
Recalde impulsó numerosos proyectos de ley orientados a mejorar la protección de los trabajadores, así como acompañó iniciativas tendientes a derogar la normativa heredada de la última dictadura en materia de medios de comunicación y de entidades financieras. Defendió la nacionalización de empresas enajenadas durante la década de los '90, la movilidad jubilatoria y la nacionalización de los recursos de previsión social privatizados a instancias del gobierno de Menem a través del sistema que preveía la constitución de Administradoras de Fondos de Jubilaciones y Pensiones (AFJP).
Tuvo su repercusión por la actividad legislativa vinculada con su proyecto para la participación de los trabajadores en las ganancias de las empresas. Una previsión que si bien se encuentra contemplado en el artículo 14 bis de la Constitución de la Nación Argentina desde 1957, nunca había sido efectivizada.
En la Cámara de Diputados, Recalde presidió la Comisión de Legislación del Trabajo y como vocal en las comisiones de Análisis y seguimiento de normas tributarias y previsionales; Economía; Justicia; Legislación penal; y Peticiones, poderes y reglamento. Tras la segunda vuelta de las elecciones presidenciales del 22 de noviembre de 2015, Recalde fue ungido jefe del bloque de diputados del Frente para la Victoria. En menos de dos meses, el bloque se rompió y la alianza opositora pasó a ser la segunda minoría en la Cámara.
En 2016, después de que se filtrara un audio de una conversación telefónica entre Oscar Parrilli y Cristina Fernández de Kirchner, calificó la escucha de conversaciones privadas y su filtración como un escándalo de espionaje político y calificó a Mauricio Macri de "espiador serial" en relación con la Causa por espionaje en la Ciudad de Buenos Aires (2009) Calificó al titular de la Corte Suprema de Justicia, Ricardo Lorenzetti, como “cómplice” de esa filtración y argumentó que es responsabilidad directa del presidente Macri y de su ministro de Justicia, Germán Garavano, con la complicidad de los medios de comunicación, funcionarios judiciales y la AFI.

"En marzo de 2011. Moyano le sugirió a Cristina el nombre de Recalde como candidato a Vicepresidente. Ella sonrió y le dijo: “Hugo, todavía no sé si yo voy a ser candidata”. Recalde se limitó a comentar entonces "sería un honor, pero ella debe elegir quién la acompañará". Cristina se arrepintió de aquella negativa y llegó a decir que Recalde hubiera sido un gran Vicepresidente. Pudo comprobarlo cuando lo designó al frente del bloque de diputados del peronismo"
Horacio Verbitsky

## Periodismo
Cuando Recalde aportó su sapiencia a El Cohete a la Luna, traía doce años de experiencia como diputado, de lo que nutrió sus setenta columnas con denuncias sobre el entramado anti obrero constituido por la Unión Industrial, parte del sistema judicial y gobiernos de derecha.

## Vida personal
Fue padre de tres hijos: el también político Mariano, Leandro y Mora.
Aficionado al tango, participó como extra en una película dirigida por Jorge Coscia, quien luego se desempeñaría como secretario de Cultura de la Nación, durante el gobierno de Cristina Fernández de Kirchner.
Durante los primeros meses de 2011 y con anterioridad a la oficialización de Amado Boudou, su nombre fue mencionado como compañero de fórmula de Cristina Fernández.

## Obras publicadas
Además de haber realizado numerosas publicaciones jurídicas en diarios y revistas especializadas, Recalde es el autor de libros:
- Reforma Laboral - Flexibilidad sin Empleo (Editorial Organización Mora Libros, marzo de 1994).
- Política Laboral 1989-1995 (noviembre de 1995; Segunda edición: julio de 1996).
- Un caso judicial, Asignaciones-Vales alimentarios (diciembre de 1996).
- Encuadramiento sindical y convencional (diciembre de 1996).
- Crónica de una ley negociada: Ley 25.250, de reforma laboral (Editorial Depalma, noviembre de 2000).
- Política Laboral Ilustrada (drama y humor) (Colihue, mayo de 2001).
- La tercera Década Infame (Corregidor, noviembre de 2003).

Es coautor de:
- Normalización sindical - Régimen electoral ley 23.071 (Editorial Depalma, 1984).
- La negociación colectiva (Pensamiento Jurídico Editora, noviembre de 1989).
- Nuevo régimen de asociaciones sindicales (Editorial Gizeh SA).
- Dos leyes regresivas. Análisis - crítica (Edición de los Autores, diciembre de 1999).
- Una nueva ley laboral: ley 25.877 (Corregidor, 2005).

## Reconocimientos
En 2021 le fue otorgado el reconocimiento como "Personalidad destacada de la Universidad de Buenos Aires", durante los festejos por el Bicentenario de dicha universidad, recibió una medalla personalizada, una moneda acuñada por la Casa de la Moneda y un sello postal del Correo Argentino (elaborados para la ocasión).